# A Cure for Pokeritis
A Cure for Pokeritis – amerykański film z 1912 roku w reżyserii Laurence'a Trimble.

## Wyróżnienia
| Rok wpisania | National Film Registry |
| ------------ | --- |
| 2011         | Lista filmów budujących dziedzictwo kulturalne USA utworzona przez National Film Preservation Board i przechowywana w Bibliotece Kongresu Stanów Zjednoczonych |